# Клю-Вільнев
Клю-Вільнев (фр. Clux-Villeneuve) — муніципалітет у Франції, у регіоні Бургундія-Франш-Конте, департамент Сона і Луара. Клю-Вільнев утворено 1 січня 2015 року шляхом злиття муніципалітетів Клю i Ла-Вільнев. Адміністративним центром муніципалітету є Ла-Вільнев. Населення — 305 осіб (01.01.2021).